# 로렌초 데 메디치
로렌초 데 메디치(Lorenzo de' Medici, 1449년 1월 1일 ~ 1492년 4월 8일)는 이탈리아의 정치가이자 피렌체 공화국의 사실상의 통치자로, 막강한 권력을 지녔고 르네상스의 열렬한 후원가였다. 동시대 피렌체인들에게는 로렌초 일 마니피코(Lorenzo il Magnifico)로도 알려진 그는 외교관이자 정치인이였으며 학문과 예술인들의 후원자였다. 그는 보티첼리와 미켈란젤로 같은 예술가들을 후원하였으며 그밖에도 여러면에서 예술계에 큰 기여를 한 것으로 알려져 있다.
그의 생애는 이탈리아 르네상스의 절정기와 일치하고 그의 죽음은 피렌체 황금기의 종말과 동시에 일어났다. 그의 생애동안 유지되었던 이탈리아 국가들간의 평화는 그의 죽음과 함께 무너졌다. 사후에는 피렌체의 메디치 예배당에 묻혔다.

## 어린 시절

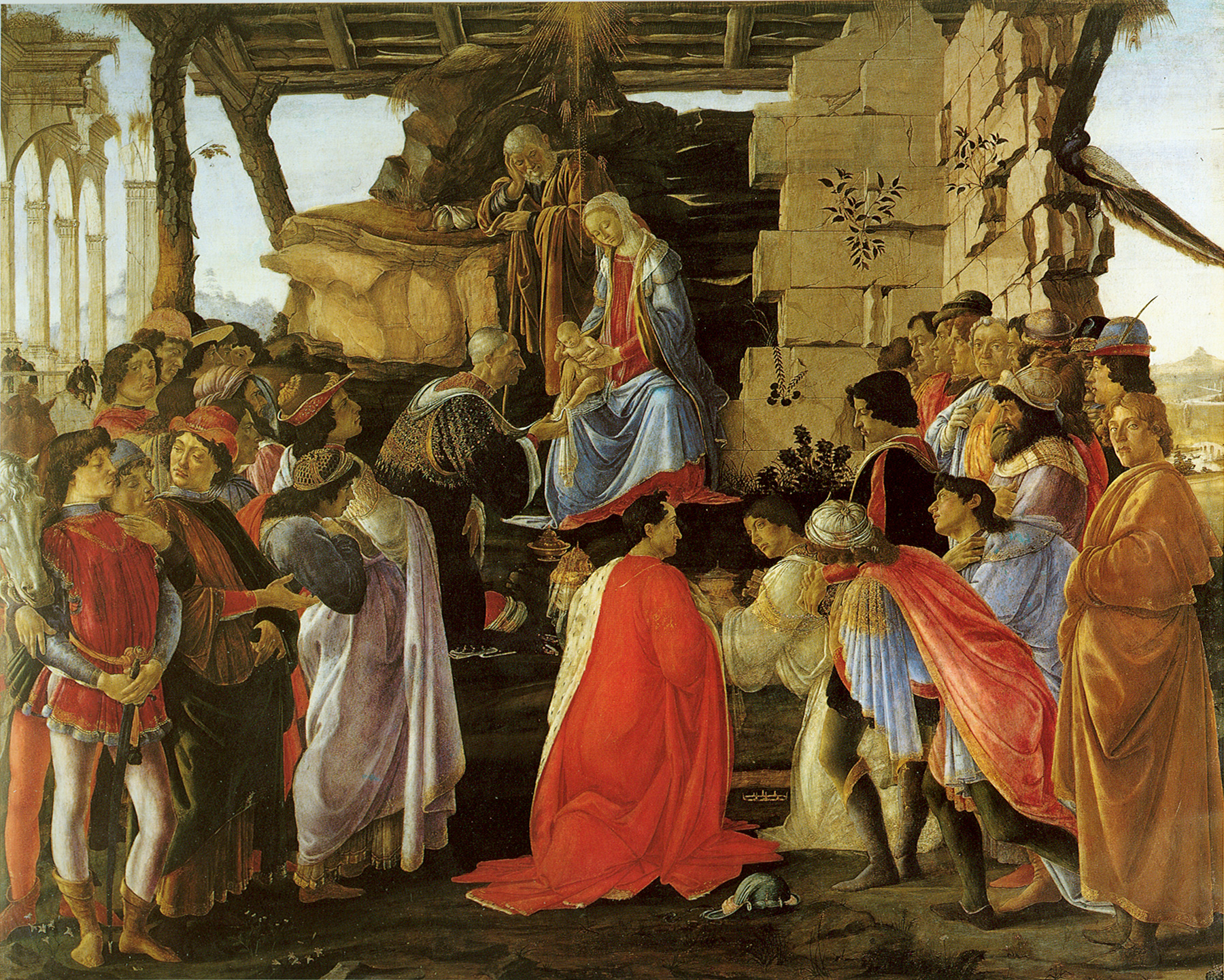
동방박사의 경배 (보티첼리)

로렌초의 할아버지인 코시모 데 메디치는 이끌고 있던 피렌체 공화국과 운영하고 있던 메디치 은행을 결합시킨 최초의 메디치 가문의 일원이었다. 코시모는 유럽에서 가장 부유한 인물 중 하나였고 정권과 자선 활동에 그의 재산 많은 부분을 사용했다. 그는 예술의 후원가였고 공공 사업에 자금을 댔다.
로렌초의 아버지 피에로 디 코시모 데 메디치는 피렌체 정치의 중심이었고 주로 예술 후원자이자 수집가였다. 로렌초의 숙부 조반니 디 코시모 데 메디치는 가문의 사업상 이익을 책임졌다. 로렌초의 어머니 루크레치아 토르나부오니는 소네트 작가이자 메디치 아카데미의 시인과 철학자들과 친구였다. 그녀는 남편이 사망한 후 로렌초의 좋은 조언자가 되어주었다.
피에로와 루크레치아의 다섯 자식 중에 가장 뛰어나다고 여겨지던 로렌초는 외교관이자 주교인 젠틸레 데 베키와 인문주의 철학자 마르실리오 피치노에게서 교육을 받았고, 요안니스 아르이로풀로스에게서 그리스어를 배웠다. 그의 동생 줄리아노와 함께 마상 창시합, 매사냥, 사냥을 즐겼으며 시에나의 마상 대회인 팔리오를 위한 말을 사육 하기도 했다. 그는 특히 말을 좋아했는데 모렐로 디 베네토 (Morello di Vento)라는 이름을 가진 그의 애마에게 직접 먹이를주며 무척 아꼈다.
19세때 그는 이탈리아 최고의 기사들을 상대로 한 피렌체 지도층 가문들의 아들들이 참여하는 토너먼트에서 1등을 하였다; 니콜로 마키아벨리는 "인기있는 방식은 아니지만, 그가 가진 용기와 무기 기술에 의한 것"이라고 기록하였다. 아버지 피에로는 교황과 다른 중요한 종교과 정치 인사들을 만나러 로마에 갔을 때를 포함해 로렌초가 어릴 당시에도 그에게 많은 중요한 외교 임무에 수행하게 했다.
로렌초는 큰 골격과 짧은 다리, 거무스름한 피부, 낮은 코, 근시의 눈, 귀에 거슬리는 목소리등을 가진 평범한 키가 있는 상당히 평범한 모습으로 묘사된다. 그에 반해 동생 줄리아노는 미남으로 보티첼리의 작품 비너스와 마르스의 모델이기도 했었다.

## 통치권 계승

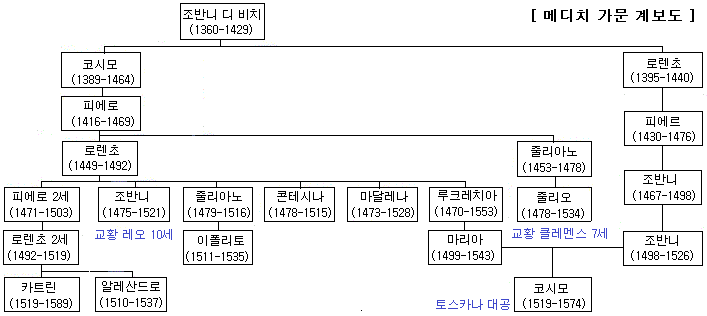
메디치 가문 계보

로렌초는 20세 때인 1469년에 아버지가 사망하자 피렌체의 통치권을 이어 받았다. 메디치 은행의 자산은 상당히 줄어들어 있었는데 이는 그의 할아버지가 건축 사업에서 실패하였고, 전쟁과 정치 비용지출등이 늘어났기 때문이였다. 그는 할아버지와 아버지 때처럼 상황에 따라 매수와 정략 결혼을 통해 간접적으로 피렌체를 통치했다.
로렌초의 통치 기간에 피렌체가 번영했지만, 그는 독재자로 군림하였고 피렌체 시민들의 정치적 자유는 위축되었다. 피렌체 경쟁 가문들은 메디치 가문의 지배에 대해 불만이 많았다. 가장 큰 경쟁 가문은 파치 가문이며, 로렌초의 통치가 시작한 직후 그들로 인해 큰 시련을 겪었다. 

## 볼테라 광산 사건

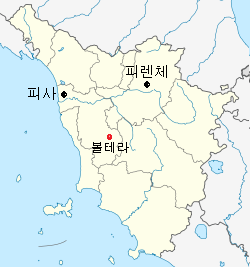
토스카니 지방의 볼테라(Volterra)

### 기본 배경
피렌체에서 남동쪽으로 50km 떨어진 곳에 볼테라(Volterra)로 불리는 도시가 있는데, 이 지역은 외교권을 제외한 자치권이 어느 정도 인정되는 다소 불안한 형태였지만 피렌체의 부속도시에 속해 있는 곳이었다. 이 볼테라에서 명반 광산이 발견되었는데, 볼테라 시민들은 채굴을 위해 피렌체의 투자를 요청했다. 1462년 먼저 교황청이 광산개발에 참여했으나, 그로부터 1년이 안되어서, 메디치 은행이 광산 운영사업에 뛰어들었다. 채굴권은 투자자 8명이 결성한 길드(조합)와 계약을 통해 위임되었으며 조합원은 피렌체인 3명, 시에나 출신 3명, 볼테라 사람 2명으로 구성되었다.
명반은 유리 제작, 가죽 무두질, 직물 산업에 있어서 중요한 원자재로, 이탈리아 내 톨파(Tolfa)에서 생산되기 이전에는 오스만 제국의 수출통제와 제노바의 독점권 때문에 공급양이 적었다. 교황은 명반 칸다 퀸틀(cantar quintal)당 2 두캇의 수수료를 받는 대가로 이교도 국가인 튀르키예에서 생산되는 명반수입 금지조치를 취한후 독점권을 보장해주었다.

### 갈등의 시작
한편 볼테라 시민들은 명반광산 개발에 따른 가치와 이익이 예상보다 무척 크다는 사실을 깨달은후 그 수익이 외부 투자자에게 들어가기보다는 자신들에게 남길 원했다. 길드(조합)가 사기로 유리한 계약을 따냈다는 소문이 떠돌았고 볼테라는 자치정부 행정장관을 임명하여 광산을 장악하고 작업자들을 해고했다. 이로써 조합과 볼테라 사이에 갈등이 발생했는데 조합원도 아닌 로렌초에게 중재요청이 들어왔다. 이 요청에 대해 로렌초는 조합원들에게 광산 통제권이 있다는 결정을 내렸다.
이 결정을 토대로 볼테라 출신 조합원인 인기라미와 기코발디가 광산을 접수하기 위해 경비대와 함께 광산으로 갔으나 폭력사태가 벌어지며 인기라미가 살해되었다. 뒤늦은 갈등은 폭동수준으로 사건이 커지더니 1472년 6월경에는 피렌체로부터 분리독립하려는 반란으로 발전하여 반대파를 죽이기까지 했다. 피렌체 공사(公使)가 간신히 볼테라를 탈출하기도 했다.

### 진압과 약탈
로렌초는 볼테라 주교와 피렌체 정부의 반대를 무릅쓰고 진압을 위해 용병을 투입했다. 만약 이번 사태를 진압하지 못하면 다른 소도시들도 이에 동조할 것이라고 판단했기 때문이다. 볼테라에서는 과거에도 여러차례 민란이 일어났었다. 우르비노 백작 몬테펠트로가 이끄는 용병들이 한달에 걸친 포위끝에 항복을 받아냈다. 그러나 도시로 진입한 용병들이 약탈을 자행하였고 그 과정중에 수백명의 볼테라 시민들이 죽거나 다치는 불상사가 발생하였다. 뒤늦게 소식을 접한 로렌초는 급히 볼테라로 달려가 피해에 대해 보상을 하고 사태수습을 위해 노력하였지만 이 일은 그의 이력에 큰 오점으로 남고 말았다.

## 파치 음모 사건

### 암살시도
1478년 4월 26일 일요일에 지롤라모 리아리오, 프란체스코 파치 (Francesco Pazzi), 피사 대주교 프란체스코 살비아티를 중심으로 한 무리들은 교황 식스토 4세의 묵인하에 파치 음모사건을 저지른다. 로렌초와 그의 동생이자 공동 통치자 줄리아노를 암살하고 피렌체 정권을 탈취하기 위해서 산타 마리아 델 피오레 대성당에서 미사를 드리는 두 형제를 공격했다. 동생 줄리아노는 19군데나 칼에 찔려 그 자리에서 즉사하였고, 형 로렌초는 시인 폴리치아노의 보호를 받으면서 어깨에 작은 상처만을 입고 현장탈출에 성공했다. 암살과 동시에 의회와 행정부를 장악하려는 시도가 실패하면서 쿠테타는 최종적으로 실패로 끝나고 말았다.
암살과 쿠데타 소식이 피렌체 전역에 퍼졌고 피사 대주교(프란체스코 살비아티)와 사건 주동자들은 성난 피렌체 시민들에게 잡혀서 교수형을 당했다. 교황 식스토 4세는 피사 대주교 프란체스코 살비아티가 효수당한것에 대해 분노하며 메디치 가문과 피렌체 공화국에 대해 파문과 성무금지령을 내렸다. 또한 가능한 모든 수단을 동원하여 메디치 은행의 로마지점을 비롯한 메디치 가문의 모든 재산을 몰수한후 피렌체에 대해 선전포고를 하였다.

### 피렌체 전쟁
쿠데타(파치 음모 사건)가 실패하자 교황 식스토 4세는 교황령 연합군을 결성하여 피렌체를 침공했다. 나폴리 국왕 페르디난도 1세는 영토확장의 좋은 기회로 판단하여 교황군과 동맹을 체결한후 그의 아들 알폰소로 하여금 피렌체를 상대로 한 전쟁에 참여하도록 했다. 교황은 우르비노, 시에나, 루카도 전쟁에 가담하도록 만들었다. 로렌초는 시민들을 결집시켜 대항하면서 우방국에게 도움을 요청하였다. 그러나 각국이 처한 자국의 정치상활 때문에 볼로냐와 밀라노 등 전통적인 메디치 가의 동맹국들로부터 제대로된 도움을 받을 수 없었다.
전쟁이 장기화 되자 상황은 피렌체에게 매우 불리하게 전개되었다. 전투에서 연패하며 여러 지역들이 함락됨에 따라 피난민이 증가하였고, 국토가 파괴되고 도적들에 의한 약탈이 증가하였으며, 역병이 창궐한 가운데 잉글랜드가 양모 수출을 중단하자 대량실직이 발생하며 경제상황마저 극도록 악화되었다. 전비는 계속 증가하였으나 경기하락으로 전비조달을 위한 추가적인 세금징수에는 한계가 있었다. 피렌체는 실로 건국이래 최대의 난국에 빠졌다.

### 외교담판
로렌초는 위기 극복을 위해 특별한 용단을 내렸다. 1479년 12월에 위험을 무릅쓰고 적진인 나폴리로 직접 가서 볼모 생활을 자청하며 나폴리 국왕과 외교 교섭을 진행했다. 이는 목숨을 담보로 한 매우 위험한 결정으로 교황의 복수의지가 여전하며 나폴리 국왕 페르디난도 1세는 신뢰할 수 없는 인물이기 때문이었다. 교섭은 그리 순탄하게 진행되지는 못했다. 페르디난도 1세는 산전수전 다 겪은 정치 고수였고 속내를 잘 들어내지 않으며 의심이 많고 사람을 신뢰하지 않는등 만만한 상대가 아니었기 때문이다.
로렌초는 훌륭한 매너와 뛰어난 인문학적 지식을 바탕으로 이탈리아 정세에 대한 탁월한 분석과 견해를 제시하였다. 교황이 바뀔때마다 교황청 정책이 종잡을 수 없이 바뀌기 때문에 신뢰할 수 없다는 점, 피렌체 만큼 가치있는 우방이 없다는 점, 전쟁보다는 평화를 추구하여 위인이 된 고대 통치자들의 선례등을 언급하며 인내심을 가지고 끈질기게 협상을 지속했다. 3개월간의 노력 끝에 드디어 페르디난도 1세를 설득하여 강화조약을 맺는데 성공했다. 

### 영웅의 귀환
위험을 무릎쓰고 단신으로 적진에 뛰어들어가 뛰어난 기지와 능력으로 값진 결과를 이루어낸 로렌초가 1480년 4월에 피렌체로 돌아왔다. 풍전등화에 놓였던 조국을 구한 로렌초를 피렌체 시민들은 열렬히 환영했으며 로렌초는 피렌체의 국민적 영웅이 되었다. 한편 소식을 접한 교황은 격노하며 전쟁의 지속을 외쳤으나 나폴리가 이탈하자 그 밖의 도시 국가들도 떨어져 나가버렸다. 자신에 대한 여론이 악화된것을 인지한 교황 식스토 4세는 어쩔 수 없이 참회라는 형식적 단계를 거쳐서 피렌체에 대한 성무금지령을 철회하고 평화조약을 체결하였다. 이 성공으로 로렌초는 피렌체 공화국내 헌법 개혁할 수 있게 되어 로렌초는 가문의 권력을 더욱 공고히 할 수 있었다.
그 후 로렌조는 할아버지인 코시모 데 메디치와 마찬가지로 북부 이탈리아 국가들 사이의 힘의 균형을 유지하며 프랑스와 신성 로마 제국 등 유럽의 주요 강대국들이 이탈리아에 넘보지 못하게 하는 평화 유지 정책을 추진하였다. 로렌초는 오스만 제국의 술탄 메흐메드 2세와도 좋은 관계를 유지했는데, 오스만 제국의 플로렌타인 해양 무역이 메디치에게 주요한 부의 원천이기 때문이었다.

## 메디치 은행의 몰락

### 메디치 은행
증조부 조반니 디 비치(1360–1429)가 창업한 메디치 은행은 성장을 거듭하였고 유럽 여러 국가에 지점을 개설하며 다국적 기업되었다. 이로써 은행업은 가문의 핵심사업이 되었다. 1429년 조반니가 사망할 당시 메디치는 유럽에서 가장 부유한 가문중 하나로 손꼽힐 정도였다. 조반니의 증손자인 로렌초는 뛰어난 외교관이자 정치인으로 피렌체를 번영하도록 했으며 이탈리아 여러 국가들의 이해관계를 조정하여 평화를 이끌었다. 예술의 후원자이기도 했던 그는 미켈란젤로등 예술가를 후원해 이탈리아 르네상스의 절정기를 이끌기도 했다.

### 무능한 경영인
조반니의 증손자인 로렌초는 뛰어난 정치인이자 외교관이었다. 그러나 동시에 그는 무능하고 무심한 경영인이었다. 기업활동과 금융에 대해 문외한이었고 금융계 수장이었지만 재무제표도 제대로 이해하지 못했다. 전문 경영인을 선정하여 운영을 위임하였을뿐 문화예술 후원과 정치활동에 지나치게 몰두하면서 사업에는 관심을 두지 않았다. 토마소 포르티나리를 대리인으로 임명하여 은행경영을 맡겼는데 맡긴이유가 어려서 함께 자라서 자기와 친했기 때문이라고 한다. 그 결과 은행들이 줄도산했는데 1472년 런던지점, 1478년 밀라노 지점, 1480년 브뤼제 지점, 1481년 베네치아 지점이 문을 닫았다. 은행들이 계속 도산하는데도 불구하고 로렌초는 이를 막기위한 어떠한 노력도 하지 않은채 지속적으로 엄청난 금액을 예술후원에 탕진해 버렸다.

### 연쇄 도산
증조부가 물려준 유럽 전역에 16개의 은행중 15개가 도산했고 1492년에 로렌초가 사망할 당시에는 피렌체 본점만 남아있었다. 금고가 바닥나자 로렌초는 피렌체 정부의 공금에 손을 대기도 했다. 마지막 남아있던 피렌체 본점은 로렌초가 사망한 2년후인 1494년 도산했다. 가업인 은행업을 물려받은지 25년만에 완전히 파산한 것이다. 메디치 은행이 파산하자 피렌체의 르네상스도 쇠퇴하였고 예술인들은 하나둘씩 피렌체를 떠났다.
1472년 부도난 런던 지점은 잉글랜드 에드워드 4세에게 거액을 빌려주었다가 떼어먹히며 파산하였다. '국왕이나 귀족에게 돈을 빌려줄 때는 주의하라'는 선대의 가르침을 어긴탓이다. 잉글랜드가 양모수출을 금하고 모직물 제조업에 직접 뛰어들자 이탈리아의 모직물 산업은 급격히 쇠퇴했으며 메디치의 가업중 하나인 모직물 사업도 어려워졌다. 잉글랜드산 양모를 수입하고자 에드워드 4세에게 접근하였는데, 에드워드 4세는 양모거래를 조건으로 대출을 요구했다. 거절하지 못하고 응했다가 대출금을 회수하지 못한채 잉글랜드 지점만 도산하고 말았다.

## 후원

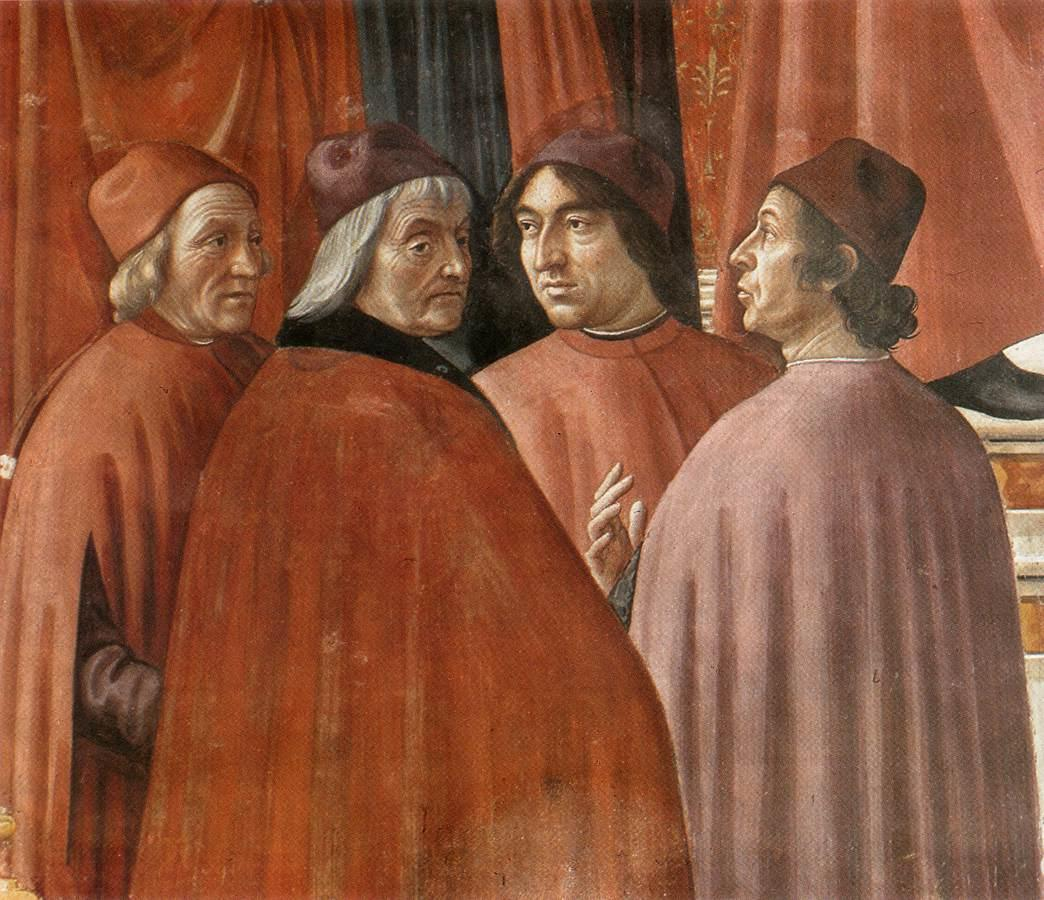
토르나부오니 예배당에서 소장중인 《자카리아에 나타난 천사》은 메디치 아카데미의 출신들인 마르실리오 피치노, 크리스토포로 란디노, 안젤로 폴리치아노, 데메트리오스 칼코콘딜레스나 젠틸레 데 베키의 초상화를 포함하고 있다.

로렌초의 궁전에는 15세기 르네상스를 연 피에로와 안토니오 델 폴라이올로 형제, 안드레아 델 베로키오, 레오나르도 다 빈치, 산드로 보티첼리, 도메니코 기를란다요, 미켈란젤로 부오나로티 같은 예술가들이 있었다. 로렌초는 자기자신을 위한 의뢰는 많이 하지는 못 했지만, 그는 이 예술가들이 다른 후원자들에게서 의뢰를 받는 것을 도왔다. 미켈란젤로는 로렌초와 그의 가족들과 함께 5년을 살았으며, 함께 저녁 식사를 같이 했고 마르실리오 피치노가 주도한 논고에도 참여하였다.
로렌초는 그의 모어인 토스카나어로 시를 쓰는 예술가이기도 했다. 그의 시에서는 인생을 찬미하는 반면에, 특히 그의 후기 작품에서 인간 상태의 허약함과 불안정성에 대한 우울감을 나타낸다. 사랑, 향연, 빛이 그의 시 대부분을 차지한다.
코시모 데 메디치는 메디치 도서관 (메디체아 라우렌치아나 도서관이라고도 불림)이 되는 서적 컬랙션을 모으기 시작했고, 이를 로렌초가 늘렸다. 로렌초의 대리인들은 많은 수의 고전 작품들을 동방에서 찾아다녔고, 그는 그의 수집한 책들을 복사하고 유럽 대륙에 그 지식을 퍼트리기 위한 커다란 공방을 고용했다. 그는 철학자 마르실리오 피치노, 안젤로 폴리치아노, 조반니 피코 델라 미란돌라를 포함한 그의 학문적 동지 무리를 통해 인본주의 발전을 후원했다. 그들은 그리스 철학자들에 대해 연구하고 플라톤의 이론을 기독교와 접목시키려 하였다.

개인적인 관심 외에도 로렌초는 그의 외교 노력을 위해 피렌체의 순수 미술 분야를 사용했다. 기를란다요, 보티첼리, 페루지노, 코시모 로셀리가 시스티나 성당의 벽화를 그리러 로마로 간 것을 포함것이 그 예이며, 이러한 행동은 로렌초와 교황 식스토 4세 간의 동맹을 형성하려 했던 것으로 이해된다. 1471년에 로렌초는 1434년 이래로 메디치 가문이 자선 사업, 건축물, 세금등으로 663,000 플로린 (오늘날 약 4억 6천만 달러)을 사용했다고 계산하였다. 그가 기록을 남기길,
"많은이들이 그들의 주머니 사정에 그 액수의 일부라도 갖는 것이 더 나을 것이라고 여기지만 나는 후회하지 않는다, 나는 우리의 조국에한 큰 영광이였다고 생각하고, 나는 그 금액이 잘 쓰였다고 생각하고 나는 아주 기쁘다."

## 혼인과 자녀

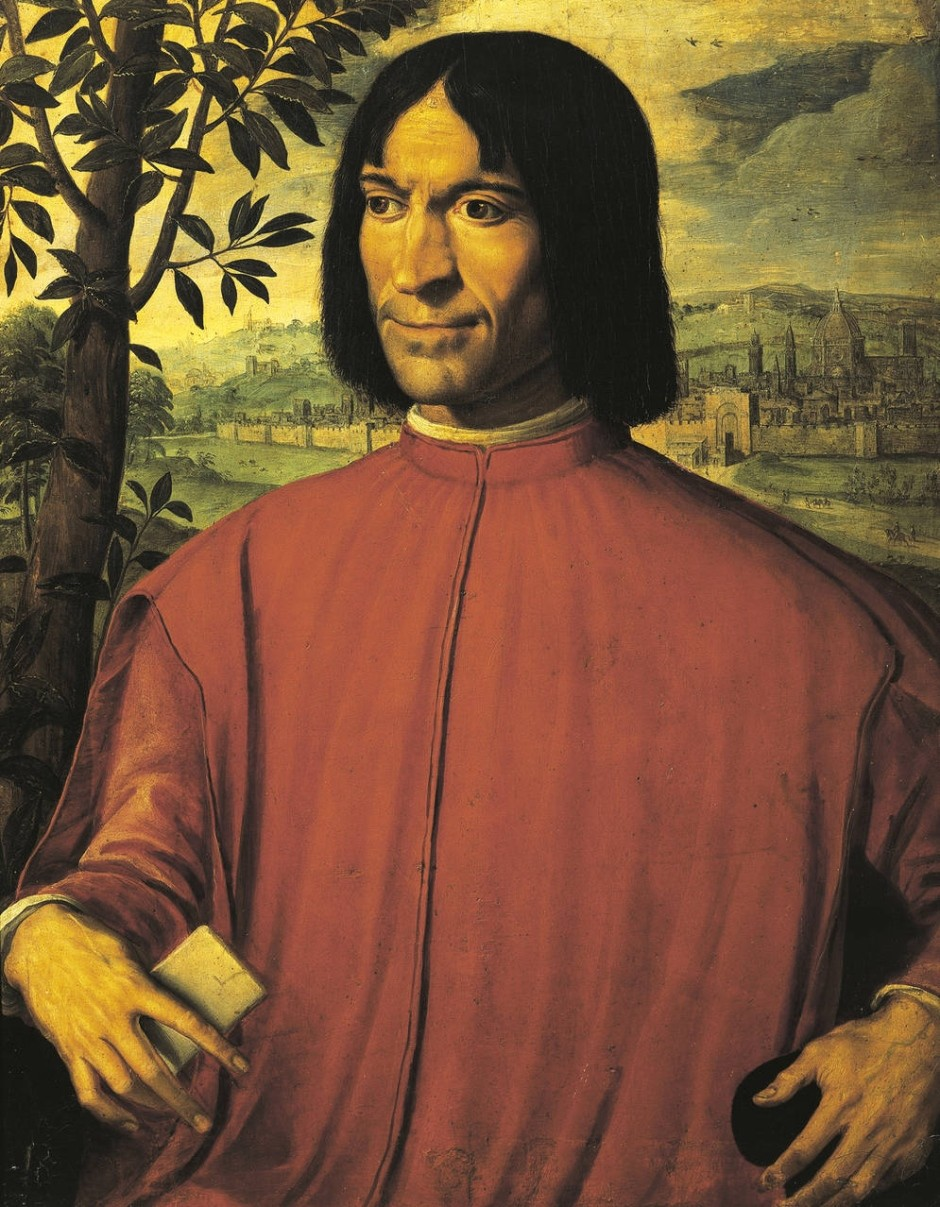
지롤라모 마키에티가 그린 로렌초 (16세기)

로렌초는 1469년 2월 7일 대리인을 통해 클라리체 오르시니와 혼인했다. 정식으로 결혼식을 올린것은 1469년 6월 4일 피렌체에서다. 그녀는 몬테로톤도와 브라차노의 영주인 자코모 오르시니와 그의 아내이자 친척인 마달레나 오르시니 (Maddalena Orsini)의 딸이다.
클라리체와 로렌초는 10명의 자녀를 가졌다:
- 루크레치아 디 로렌초 데 메디치 (1470년 8월 4일 피렌체 – 1553년 11월 15일) - 1486년 9월 10일 야코포 살비아티와 혼인하였고 추기경 조반니 살비아티, 추기경 베르나르도 살비아티, 마리아 살비아티 (코시모 1세 데 메디치와 프란체스카 살비아티 {교황 레오 11세의 어머니})를 포함한 10명의 자녀를 가졌다.
- 태어나자마자 사망한 쌍둥이 (1471년 3월)
- 피에로 데 메디치 (1472년 2월 15일 피렌체 – 1503년 12월 28일 가릴리아노강) - "불운한 피에로"라고 불렸고, 그의 아버지가 사망한 후 피렌체의 통치자였다.
- 마달레나 디 로렌초 데 메디치 (1473년 7월 25일 피렌체 – 1528년 12월 2일 로마) - 1488년 2월 25일 프란체스케토 키보 (교황 인노첸시오 8세의 사생아)와 혼인하여 7명의 자녀를 가졌다.
- 콘테시나 베아트리체 데 메디치 (Contessina Beatrice de' Medici, 1474년 9월 23일 – 1474년 9월) - 어린 나이에 사망
- 조반니 디 로렌초 데 메디치 (1475년 12월 11일 피렌체 – 1521년 12월 1일 로마) - 1513년 3월 11일 레오 10세라는 이름으로 교황 자리에 올랐다.[45]
- 루이사 데 메디치 (Luisa de' Medici, 1477년 피렌체 – 1488년 5월)[46] - 루이자 (Luigia)라고도 불렸으며, 조반니 데 메디치 일 포폴라노와 약혼하였으나 어린 나이에 사망했다
- 콘테시나 안토니아 로몰라 데 메디치 (Contessina Antonia Romola de' Medici, 1478년 1월 16일 피스토이아 – 1515년 6월 29일 로마) - 1494년에 피에트로 리돌피 (Piero Ridolfi, 1467년–1525년)와 혼인했고 추기경 니콜로 리돌피를 포함한 다섯 명의 자녀를 두었다.
- 줄리아노 디 로렌초 데 메디치 (1479년 3월 12일 피렌체 – 1516년 3월 17일 피렌체) 1515년 프랑스의 국왕 프랑수아 1세에 의해 느무르 공작 자리에 올랐다.

로렌초는 파치가의 음모사건(1478)때 살해당한 남동생 줄리아노의 사생아였던 조카 줄리오를 입양하여 친 자식처럼 키웠다. 줄리오는 성장하여 교황 클레멘스 7세가 되었다.

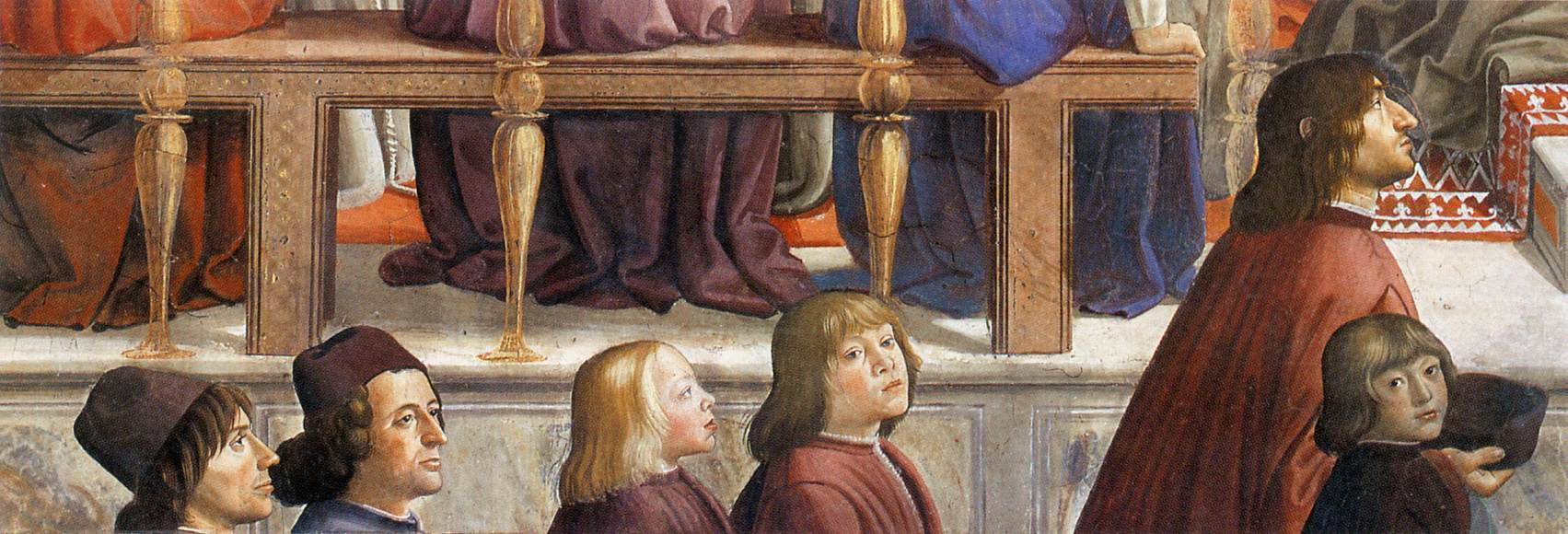
사세티 예배당의 천장화 성 프란치스코 규칙의 견진 성사에서 발췌. 정면에서 계단에 올라가 있는 이는 로렌초의 아들들의 교사인 안젤로 폴리치아노, 로렌초의 아들들인 줄리아노, 피에로, 조반니이며, 그 뒤를 두 인문주의 아카데미의 회원들이 뒤에 따르고 있다.

## 말년과 죽음, 유산
로렌초의 지배 기간에 메디치 가문의 은행 몇몇 분점들이 대출로 인해 파산했고, 말년에 그는 재정적 어려움을 겪었고 자신의 신용과 국가 자금을 쓰는 것에 의지했다. 로렌초의 생애가 다할 무렵, 피렌체는 기독교인들이 그리스-로마 문화에 너무 심취했다고 믿었던 사보나롤라의 매력에 빠지게 됐다. 로렌초는 사보나롤라를 피렌체로 불러들인 역할을 했다.

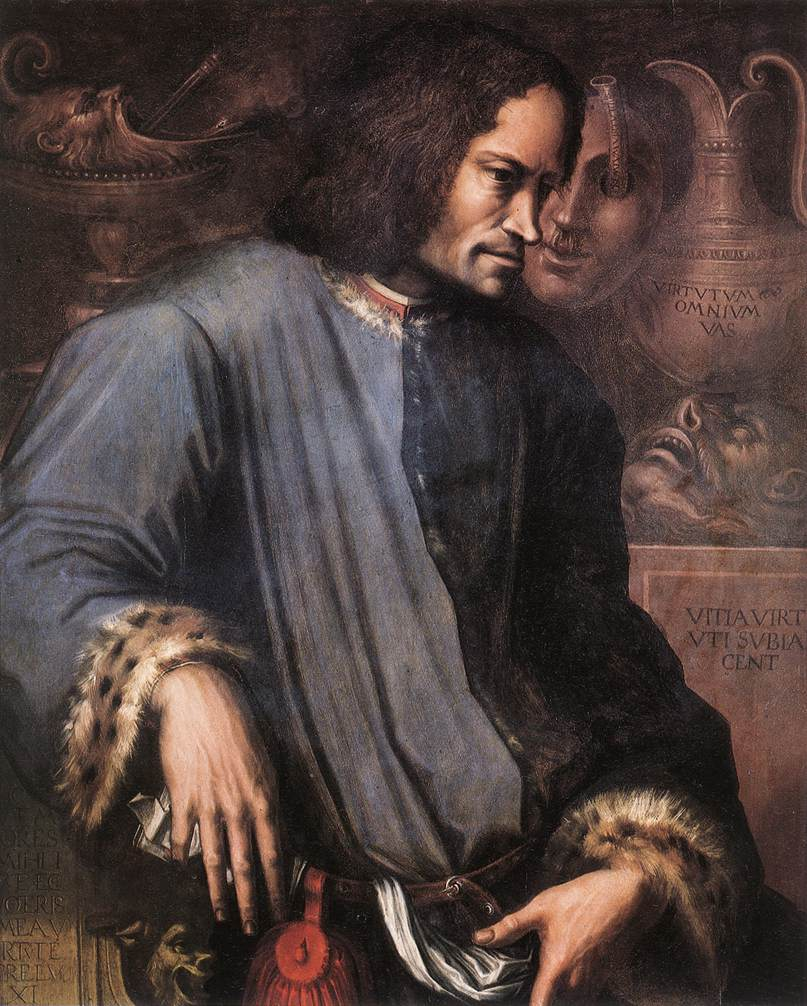
조르조 바사리 그린 로렌초의 사후 초상화 (16세기 작)

로렌초는 카레지의 가문 저택에서 오랜 기간을 보내다 4월 8일 늦은 밤에 사망했다. 사보나롤라는 그의 임종에 방문을 했었다. 풍문으로는 사보나롤라가 로베르토 리돌피의 저서 Vita di Girolamo Savonarola에서 논박을 당하던 때 로렌초의 임종에서 그를 저주했다고 한다. 로렌초의 죽음을 목격한 자들은 편지를 써 기록하길 그는 그 날에 복음서를 들으면서 평화롭게 사망했다고 한다. 피렌체 대성당의 돔에 번개가 맞고, 유령이 나타나며, 레오네 (Leone) 길의 사자가 서로 싸우는 등의 그의 사망 순간에 많은 흔적과 전조가 있었다고 한다.
피렌체 시뇨리아와 의회는 성명서를 발표했는데:
"이 도시에서 가장 중요한 자인 최근에 사망한 로렌초 데 메디치는 그의 생애 동안 도시를 보호하고, 키우며, 꾸미고, 성장시켰고, 국가와  자유의 이익을 위해 곤경이나 위험을 꺼리지 않고 생각과 행위속에서 조언과 권위, 최선을 다할 준비가 되어있었습니다..... 그것은 의회와 피렌체  시민들에게 좋은 것처럼 보였습니다.... 그런 자의 추억에 대한 감사의 공적 기념물을 세우는 것이야말로, 그의 미덕이 피렌체 사람들 사이에서 풀려나지 않을 수도 있게 합니다. 그리고 그렇게 된다면 다른 시민들도 힘과 지혜로 연방에 봉사하기 위해 자극 받을 것입니다."

로렌초는 산 로렌초 성당에 있는 붉은색 반암 석묘안에 남동생 줄리아노 옆에 안치되었다. 이 석묘는 피에로와 조반니를 위해 미켈란젤로가 설계하여 만든 것이었다. 이 예배당에는 로렌초와 줄리아노의 무덤과 로렌초의 손자이자 동명이인 로렌초 2세(우르비노 공작)와 로렌초의 삼남 줄리아노(느무르 공작)의 무덤도 있다. 윌리엄슨과 다른이들에 따르면, 로렌초 2세와 느무르 공작 줄리아노(1479-1516)의 조각상은 유명했던 이의 특징을 담아 조각했다고 한다. 1559년 로렌초와 동생 줄리아노의 시신은 새로운 성구실 안에 미켈렌젤로의 성모 마리아 상 아래 만들어진 표시없는 무덤에 안치됐다.

## 사망 이후

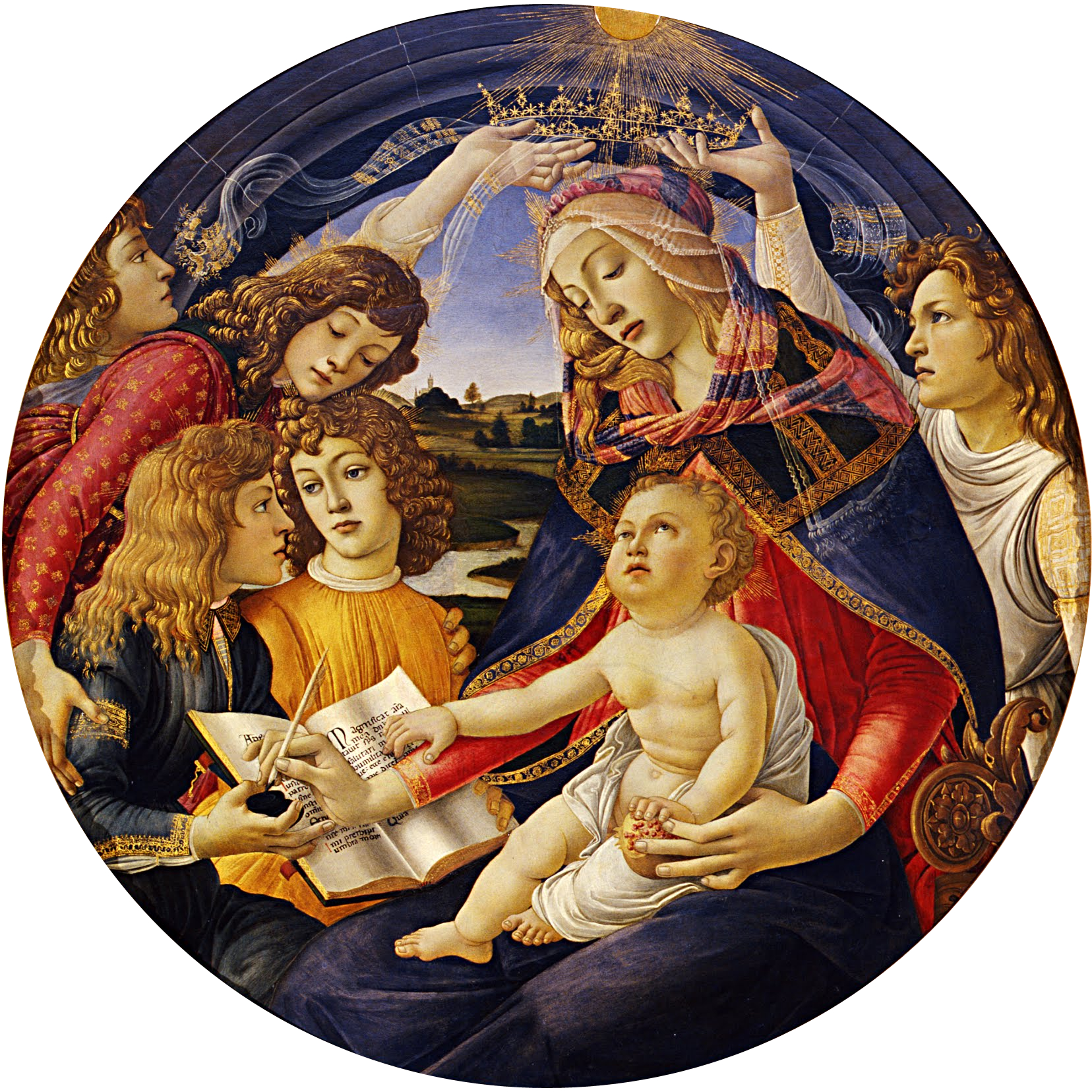
성모자와 다섯 천사

로렌초의 후계자는 "불행한 피에로"라고도 알려진 그의 장남 피에로 디 로렌초 데 메디치였다. 그는 아버지의 유산을 낭비했으며 피렌체를 이끌어나가기에는 리더쉽이 부족했다. 1494년, 메디치 가문이 피렌체에서 추방된다. 1503년 장남 피에로는 사고로 죽었고 차남 조반니는 교황 율리오 2세의 도움으로 1512년 메디치 가문의 피렌체 통치권을 회복시켰다. 차남 조반니는 1513년에 교황 레오 10세가 되며 로렌초가 아들처럼 키웠던 조카 줄리오는 1523년에 교황 클레멘스 7세가 된다. 메디치 가문 출신의 두번째 교황인 클레멘스 7세는 재종손자인 알레산드로 데 메디치를 피렌체의 최초 세습 공작으로 만들어 피렌체의 공화정을 종식시키고 공식적인 메디치 가문의 피렌체 통치 시대를 이끌어냈다.

## 대중 문화에서
- 로렌초 데 메디치는 CBBC의 《레오나르도》에서 콜린 라이언이 연기하며 십대로 묘사되었다. 그러나 이 드라마의 역사적 정확성은 미심쩍다.[54]
- 로렌초 데 메디치는 《어쌔신 크리드 II》에서 주인공의 조력자로 등장한다.
- 로렌초 데 메디치는 2013년 드라마 《다빈치의 악마들》에서 엘리엇 카원이 연기했다.
- 로렌초 데 메디치는 드라마 《메디치: 피렌체의 지배자들》에서 대니얼 샤먼이 연기했다.[55]

## 관련 서적
- Lorenzo de' Medici, The Complete Literary Works, edited and translated by Guido A. Guarino (New York: Italica Press, 2016).
- Miles J. Unger, Magnifico: The Brilliant Life and Violent Times of Lorenzo de' Medici (Simon and Schuster 2008) is a vividly colorful new biography of this true "renaissance man", the uncrowned ruler of Florence during its golden age.
- André Chastel, Art et Humanisme à Florence au temps de Laurent le Magnifique (Paris, 1959).
- Christopher Hibbert, The House of Medici: Its Rise and Fall (Morrow-Quill, 1980) is a highly readable, non-scholarly general history of the family, and covers Lorenzo's life in some detail.
- F. W. Kent, Lorenzo de- Medici and the Art of Magnificence (The Johns Hopkins Symposia in Comparative History) (The Johns Hopkins University Press, 2004) A summary of 40 years of research with a specific theme of Il Magnifico's relationship with the visual arts.
- Peter Barenboim, Michelangelo Drawings – Key to the Medici Chapel Interpretation (Moscow, Letny Sad, 2006) ISBN 5-98856-016-4, is a new interpretation of Lorenzo the Magnificent' image in the Medici Chapel.
- Williamson, Hugh Ross, Lorenzo the Magnificent. Michael Joseph, London. (1974) ISBN 0-7181-1204-0
- Parks, Tim, Medici Money: Banking, Metaphysics, and Art in Fifteenth-Century Florence (W. W. Norton & Company 2005) ISBN 0393328457, is a mixture of history and finance, documenting the logistics of Lorenzo and the Medici Banks

역사 소설
- Robin Maxwell, Signora da Vinci (NAL Trade, 2009), a novel that follows Leonardo da Vinci's mother, Caterina, as she travels to Florence to be with her son.